# Akebiconcha
Akebiconcha is een geslacht van tweekleppigen uit de familie Vesicomyidae.

## Soorten
De volgende soorten zijn bij het geslacht ingedeeld:
- Akebiconcha kawamurai (Kuroda, 1943)